# Kiều Thạch
Kiều Thạch (24 tháng 12 năm 1924 - 14 tháng 6 năm 2015)(giản thể: 喬石; phồn thể: 乔石; bính âm: Qiao Shi), tên khai sinh là Tưởng Chí Đồng (蔣志彤; bính âm: Jiǎng Zhìtóng); là một chính trị gia Trung Quốc và là một trong những lãnh đạo cao nhất của Đảng Cộng sản Trung Quốc. Ông sinh ngày 24 tháng 12 năm 1924 tại Thượng Hải. Kiều là thành viên của cơ quan ra quyết định cao nhất của đảng, Ban Thường vụ Bộ Chính trị, từ năm 1987 đến năm 1997. Ông là ứng cử viên cho chức lãnh đạo tối cao Trung Quốc, nhưng đã thua đối thủ chính trị Giang Trạch Dân, người đảm nhận chức vụ Tổng Bí thư của đảng vào năm 1989. Kiều thay vì giữ chức Tổng Bí thư thì ông trở thành Ủy viên trưởng Ủy ban Thường vụ Đại hội Đại biểu Nhân dân Toàn quốc, sau đó là chức vụ chính trị hạng ba, từ năm 1993 cho đến khi ông nghỉ hưu năm 1998. So với các đồng nghiệp của mình, bao gồm Giang Trạch Dân, Kiều Thạch đã áp dụng lập trường tự do hơn trong chính sách chính trị và kinh tế, thúc đẩy pháp quyền và cải cách theo định hướng thị trường của doanh nghiệp nhà nước. Kiều Thạch mất lúc 7 giờ 8 phút ngày 14 tháng 6 năm 2015 tại Bắc Kinh.

## Sự nghiệp
- Ông gia nhập Đảng Cộng sản Trung Quốc năm 1940
- Công tác tại Ban Liên lạc quốc tế Trung ương (1963), giữ chức Phó trưởng Ban Liên lạc quốc tế Trung ương (1978), tham gia Ban Chấp hành TW.
- Chánh văn phòng Trung ương Đảng (1983 - 1984)
- Bí thư ban bí thư, Trưởng Ban Tổ chức Trung ương Đảng (1982 - 1985)
- Phó Thủ tướng (1986 - 1988), Ủy viên Ban Thường vụ Bộ Chính trị Đảng Cộng sản Trung Quốc (1987-1997),
- Bí thư Ủy ban chính trị pháp luật trung ương Đảng Cộng sản Trung Quốc, Bí thư Ủy ban kiểm tra trung ương (1985 - 1992)
- Hiệu trưởng trường Đảng TW (1987 - 1992)
- Ủy viên trưởng Ủy ban Thường vụ Quốc hội nước Cộng hòa Nhân dân Trung Hoa (1993-1998).

Ông về hưu vào năm 1998.

## Vị thế chính trị
Ông từng được Đặng Tiểu Bình đánh giá rất cao và có ý định đưa lên làm Tổng bí thư; sau khi Đặng mất năm 1997 Kiều trở thành người bảo trợ chính cho cựu tổng bí thư Hồ Cẩm Đào và là người kình địch nổi tiếng của Giang Trạch Dân
Kiều giữ vai trò trung dung trong quyết định đàn áp năm 1989 tại Thiên An Môn; tuy vậy ông ta được coi là nhân vật thân thuộc của Triệu Tử Dương cựu tổng bí thư
Kiều là người bênh vực cho Pháp luân Công.